# 山东师范大学第二附属中学
山东师范大学第二附属中学（简称：山师二附中）是位于中华人民共和国山东省济南市的一所重点初级中学，创立于1981年，是山东省规范化学校、山东省艺术教育示范学校、山东省体育传统项目学校、济南市绿色学校。

## 校史沿革
学校前身是创建于1981年的山东师范大学子弟班，1983年更名为济南千佛山中学。1992年6月经山东省教委批准，正式定名为山东师范大学第二附属中学。2012年，山东省发改委、山东省教育厅、济南市教育局正式批准学校建设建大校区。2014年9月，建大校区投入使用，附有小学部。

## 师资队伍
学校现有教职工216人，具有高级职称的102人，硕士研究生以上学历65人，教师本科学历达标率100%。

## 知名校友
- 李响：主持人。
- 陶汉林：篮球运动员，山东高速队首发中锋。
- 李敬宇：篮球运动员，司职前锋，2007年-2017年效力于山东高速（原名黄金）队，2017年夏天转会山西汾酒俱乐部。
- 王汝恒：篮球运动员，司职控卫，2010年-2013年效力于山东高速（原名黄金）队，2014年-2017年效力于四川金强俱乐部，2017年夏天回到山东高速队。
- 韦东奕：数学家。